# Configuração por tração

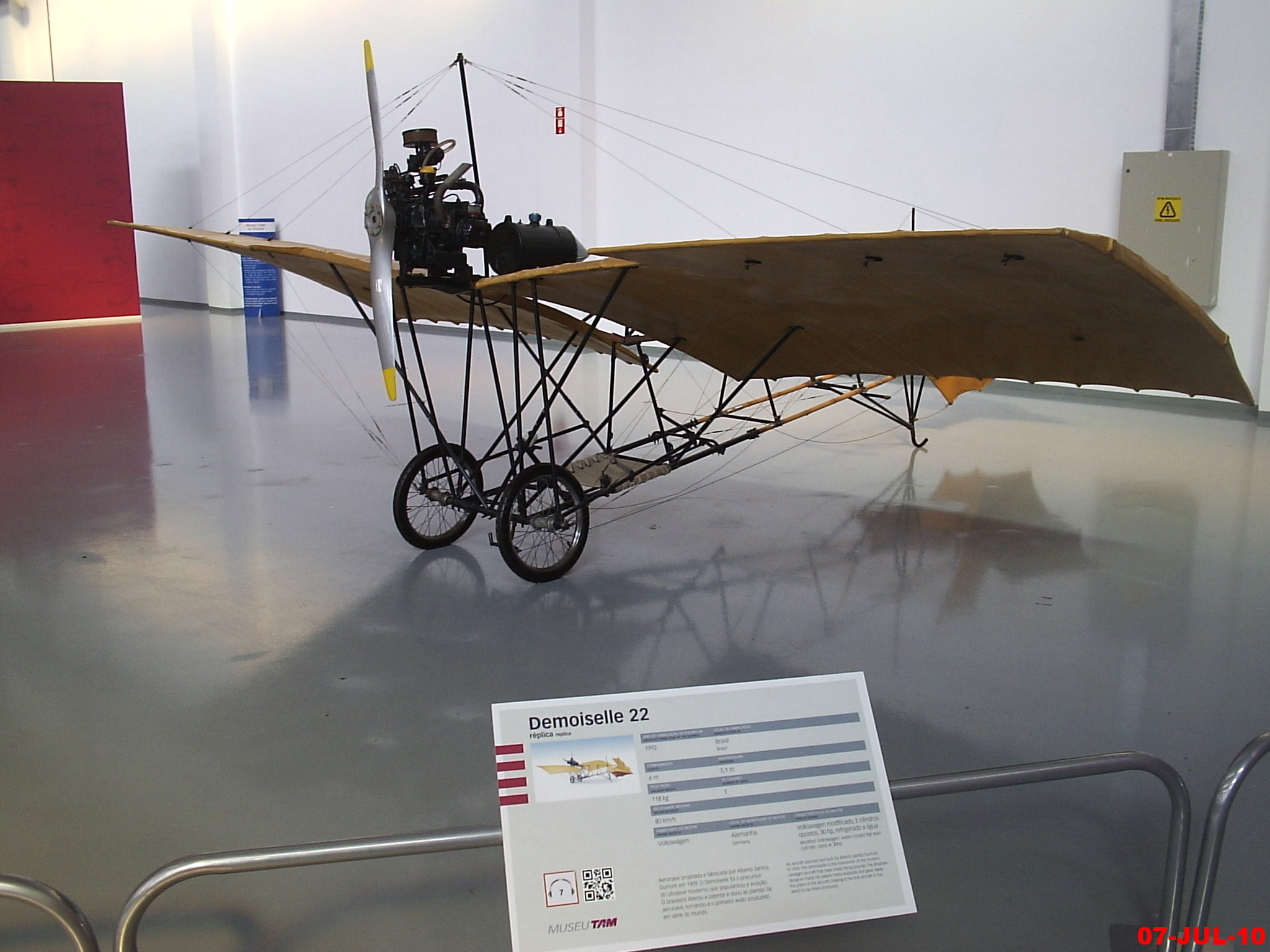
O Demoiselle de Santos Dumont, bom exemplo de avião construído na configuração por tração.

Uma aeronave construída em configuração por tração, tem o motor montado com a hélice na sua parte frontal, de modo que ela seja "puxada", ou "tracionada" pelo ar. 

## Uso inicial do termo
Desde 1910, nos primeiros anos da aviação motorizada, foi estabelecida uma distinção entre uma hélice localizada na traseira que "empurra" a aeronave, e uma hélice localizada na frente que "puxa" a aeronave.

## Origens
O primeiro avião a ter uma configuração por tração foi o Goupy No.2 (primeiro vôo em 11 de março de 1909) projetado por Mario Calderara e financiado por Ambroise Goupy da empresa francesa "Blériot Aéronautique". Quando foi construído, era o avião mais rápido que existia. Naquela época, era feita uma distinção entre um "propeller" ("empurra a máquina", semelhante à hélice de um navio) e um "tractor-[air]screw" ("puxa a máquina pelo ar"). O Royal Flying Corps chamou os de configuração por tração de "tipo Bleriot" em homenagem a Louis Bleriot para distingui-los dos de configuração por impulsão, ou "tipo Farman".